# Innernzell
Innernzell er en kommune i Landkreis Freyung-Grafenau i Regierungsbezirk Niederbayern i den tyske delstat Bayern.
Den er en del af Verwaltungsgemeinschaft Schönberg.

## Geografi
Kommunen ligger i Region Donau-Wald i Bayerischer Wald. Innernzell ligger omkring 14 km vest for Grafenau og 28 km fra Deggendorf.

### Nabokommuner
- Schöfweg
- Kirchdorf im Wald (Landkreis Regen)
- Eppenschlag
- Schönberg (Niederbayern)
- Thurmansbang

### Inddeling
Der er ud over Innernzell følgende landsbyer og bebyggelser: Asberg, Asbergmühle, Bärndorf, Bärnreuth, Gaiging, Gmünd, Hilgenreith, Holzmühle, Lungdorf, Manglham, Oberöd, Ohhof, Ort, Schlag, Schlagmühle, Tumiching, Unteröd og Vocking.